# Levkuška
Levkuška, ungarisch Lőkösháza (1927–1948 slowakisch „Levkeška“ – bis 1927 „Lekeška“ oder „Lékaška“; ungarisch auch Lőkös oder älter Lökösháza) ist eine Gemeinde in der südlichen Mittelslowakei mit 252 Einwohnern (Stand 31. Dezember 2024), die zum Okres Revúca, einem Kreis des Banskobystrický kraj, gehört und in der traditionellen Landschaft Gemer liegt.

## Geographie
Die Gemeinde befindet sich im Ostteil des Talkessels Rimavská kotlina (Teil der größeren Juhoslovenská kotlina), im Tal und am Unterlauf des Turiec im Einzugsgebiet der Slaná. Das Ortszentrum liegt auf einer Höhe von 194 m n.m. und ist sieben Kilometer von Tornaľa sowie 34 Kilometer von Revúca entfernt.
Nachbargemeinden sind Gemerská Ves im Norden, Gemer im Osten, Otročok im Süden und Südwesten und Rašice im Westen.

## Geschichte

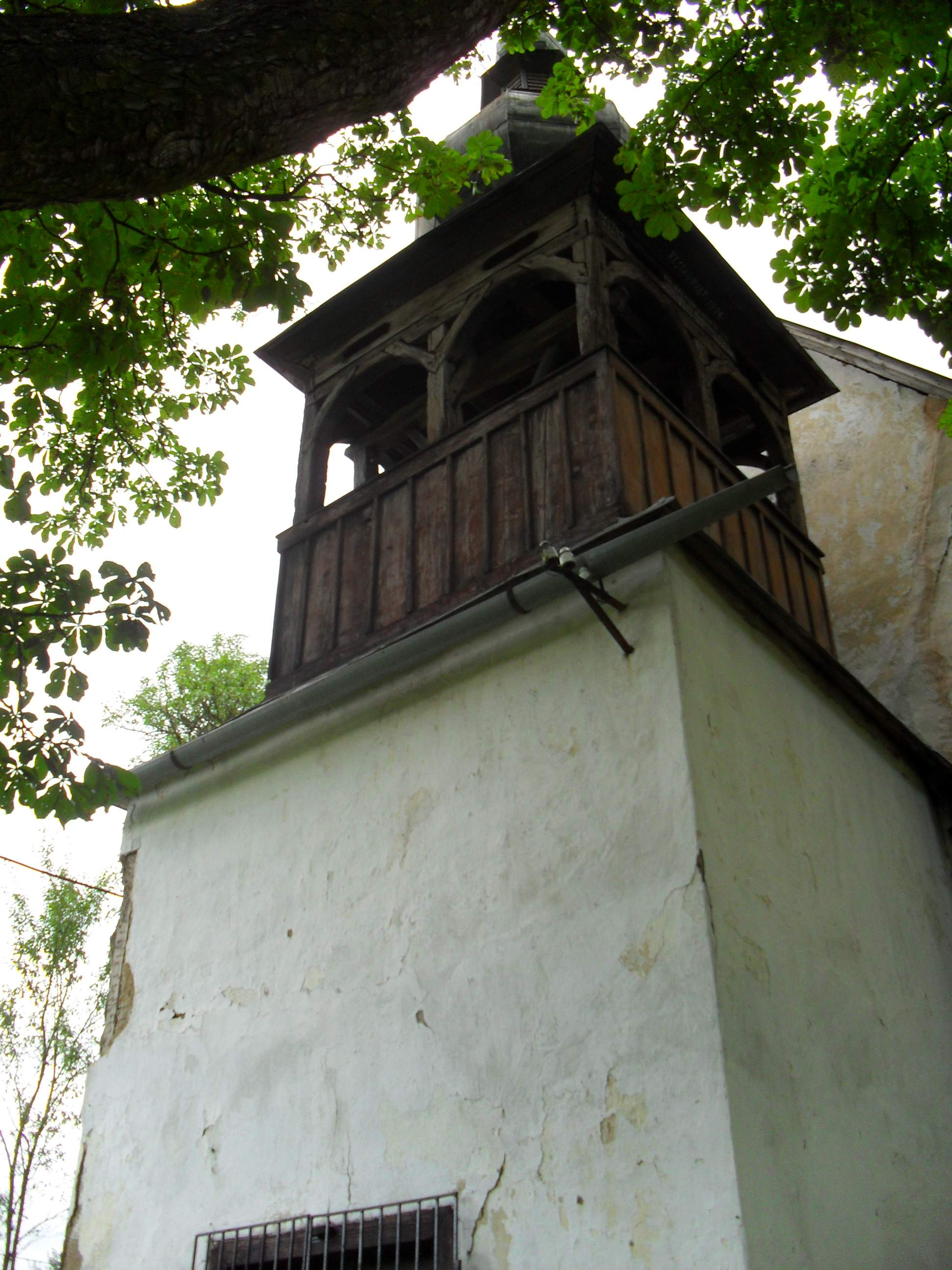
Evangelische Kirche in Levkuška

Levkuška wurde zum ersten Mal 1294 als domus Leukes schriftlich erwähnt. 1427 gab es im damals Lekeshaza bezeichneten Ort 10 Porta. Noch im 15. Jahrhundert wandelte sich das bisher von Adeligen bewohnte Dorf in ein Untertanen-Dorf. 1773 wohnten hier 26 leibeigene Bauern- und zwei Untermieterfamilien, 1828 zählte man 42 Häuser und 321 Einwohner, die als Landwirte beschäftigt waren.
Bis 1918 gehörte der im Komitat Gemer und Kleinhont liegende Ort zum Königreich Ungarn und kam danach zur Tschechoslowakei beziehungsweise heute Slowakei. Auf Grund des Ersten Wiener Schiedsspruchs lag der Ort von 1938 bis 1944 noch einmal in Ungarn.

## Bevölkerung
| Jahr                | 1994 | 2004    | 2014    | 2024    |
| ------------------- | ---- | ------- | ------- | ------- |
| Anzahl der Personen | 252  | 229     | 236     | 252     |
| Unterschied         |      | −9,12 % | +3,05 % | +6,77 % |

| Jahr                | 2023 | 2024    |
| ------------------- | ---- | ------- |
| Anzahl der Personen | 245  | 252     |
| Unterschied         |      | +2,85 % |

Nach der Volkszählung 2011 wohnten in Levkuška 251 Einwohner, davon 188 Magyaren, 25 Slowaken und 22 Roma. 16 Einwohner machten keine Angabe zur Ethnie.
102 Einwohner bekannten sich zur römisch-katholischen Kirche, 52 Einwohner zur reformierten Kirche, 37 Einwohner zur Evangelischen Kirche A. B., zwei Einwohner zu den Zeugen Jehovas und ein Einwohner zur evangelisch-methodistischen Kirche. 38 Einwohner waren konfessionslos und bei 19 Einwohnern wurde die Konfession nicht ermittelt.

## Baudenkmäler
- evangelische Kirche im klassizistischen Stil aus dem Jahr 1804[6]

## Verkehr
Nahe Levkuška passiert die Straße 2. Ordnung 532 zwischen Tornaľa-Behynce und Muráň. Ins bebaute Ortsgebiet führt die Straße 3. Ordnung 2831, mit der Weiterführung nach Rašice. Der nächste Bahnanschluss ist der Bahnhof Tornaľa an der Bahnstrecke Bánréve–Dobšiná.